# Drierivierenpunt

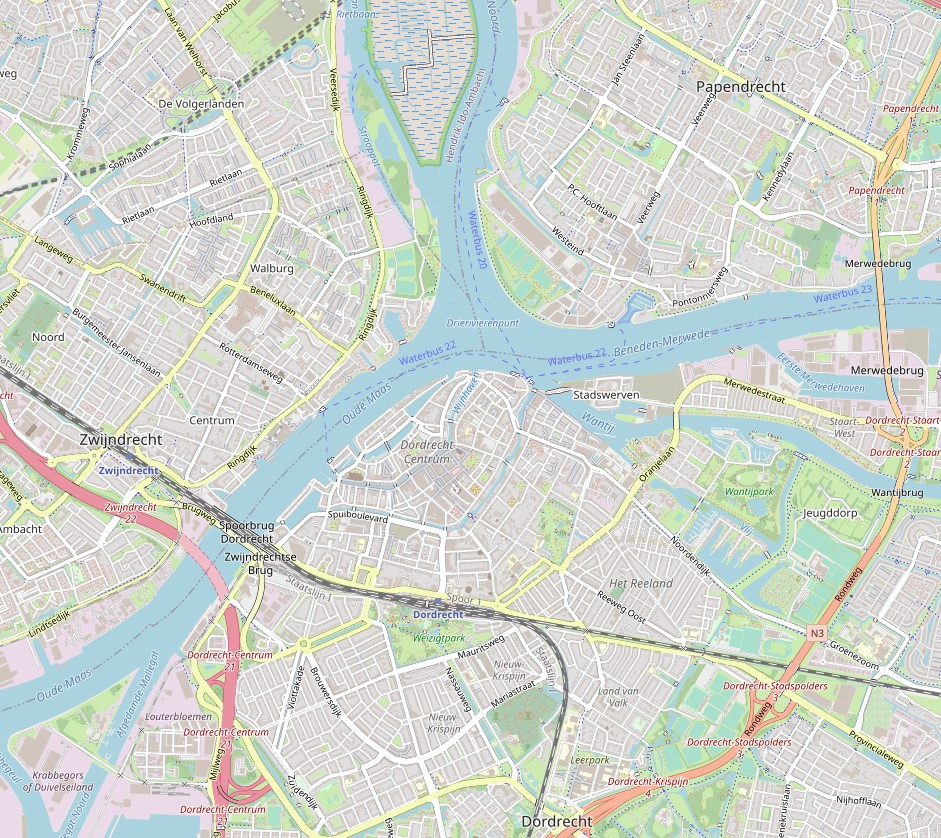
Kaart van het Drierivierenpunt

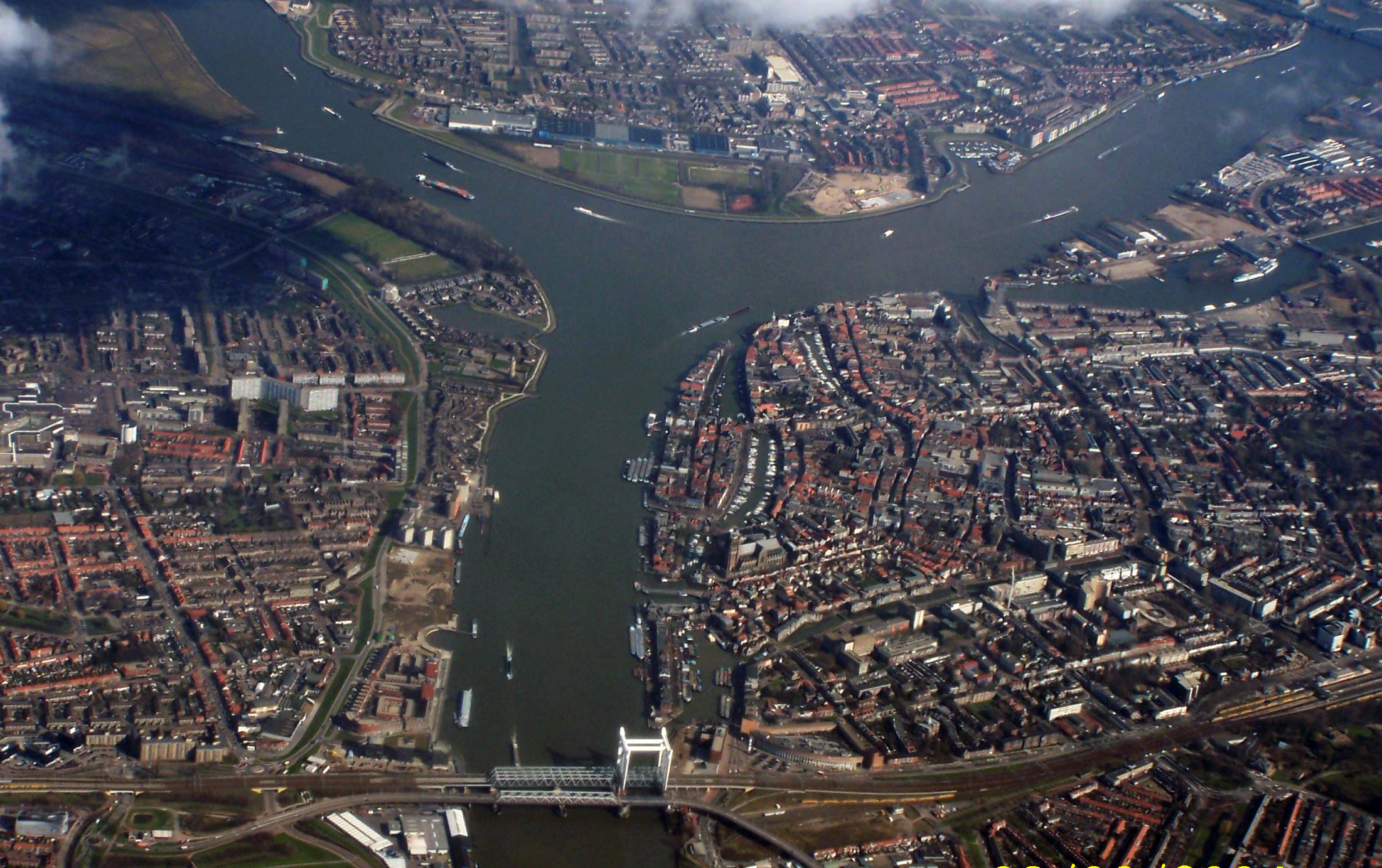
Het Drierivierenpunt vanuit de lucht bekeken met Dordrecht (r), Papendrecht (b) en Zwijndrecht (l).

Het Drierivierenpunt is een kruispunt van waterwegen in het Nederlandse Zuid-Holland waar de rivieren Beneden-Merwede, Oude Maas en de Noord samenkomen. Het is het drukste rivierenknooppunt van Europa, en is omringd door de gemeenten Dordrecht, Papendrecht en Zwijndrecht.
De omringende regio, die in belangrijke mate bepaald wordt door de ligging van deze zogenaamde Drechtsteden aan het drierivierenpunt, wordt sterk door de aanwezigheid van water gekarakteriseerd. De nabijheid van de cultuurhistorisch belangrijke molengang van Kinderdijk en het zoetwatergetijdegebied van Nationaal Park De Biesbosch onderstrepen dat. Het historische centrum van Dordrecht benadrukt een ander aspect van de geschiedenis en cultuur van dit gebied.